# William Auler
William Auler właśc. Cristovão Guilherme Auler (ur. 1865 w Rio de Janeiro, zm. 1927 tamże) – brazylijski pionier kina, producent filmowy.
Zanim zajął się kinem był producentem mebli. 1 września 1907 r. otworzył w Rio de Janeiro swoje kino – Rio Branco. Było to popularne kino, z widownią na 700 miejsc. W tym samym roku założył firmę produkcyjną Williams & Cia. Firma ta produkowała tzw. filme cantante, czyli produkcje filmowe, w których ukryci za ekranem sławni śpiewacy i śpiewaczki, podkładali głosy do śpiewających na ekranie postaci (w sumie nakręcił ich ok. 11). Największym sukcesem Aulera był musical Paz e Amor (pl. "Pokój i miłość) z 1910 r.  Film zdobył ogromną popularność – w Rio Branco wyświetlano go ponad 1000 razy, zawsze z pełną widownią. Film był satyrą na miejscowe elity i parodiował prezydenta Brazylii Nilo Peçanhę.
Niedługo później jego kino uległo pożarowi. Auler porzucił przemysł filmowy w 1911 r.